# Gran Premio de Penya Rhin
El Gran Premio de Penya Rhin fue la carrera de automovilismo que se disputó en desde los años 20 a los años 50 de forma interrumpida. Las primeras ediciones de 1921, 1922 y 1923 fueron en el Circuito de Vilafranca del Penedès, provincia de Barcelona. Cuatro ediciones fueron en Montjuïc y cuatro en Pedralbes en la ciudad de Barcelona. Tuvo un total de 11 ediciones. Se disputaron con vehículos de Gran Premio principalmente, aunque a veces con automóviles deportivos. Las ediciones de 1950 y 1954 fueron de Fórmula 1 fuera del campeonato mundial.

## Ganadores
| Año         | Piloto              | Constructor   | Circuito      |
| ----------- | ------------------- | ------------- | ------------- |
| 1921        | Pierre de Vizcaya   | Bugatti       | Villafranca   |
| 1922        | Kenelm Lee Guinness | Talbot        | Villafranca   |
| 1923        | Albert Divo         | Talbot        | Villafranca   |
| 1924 - 1932 | No se disputó       | No se disputó | No se disputó |
| 1933        | Juan Zanelli        | Alfa Romeo    | Montjuïc      |
| 1934        | Achille Varzi       | Alfa Romeo    | Montjuïc      |
| 1935        | Luigi Fagioli       | Mercedes-Benz | Montjuïc      |
| 1936        | Tazio Nuvolari      | Alfa Romeo    | Montjuïc      |
| 1937 - 1945 | No se disputó       | No se disputó | No se disputó |
| 1946        | Giorgio Pelassa     | Maserati      | Pedralbes     |
| 1947        | No se disputó       | No se disputó | No se disputó |
| 1948        | Luigi Villoresi     | Maserati      | Pedralbes     |
| 1949        | No se disputó       | No se disputó | No se disputó |
| 1950        | Alberto Ascari      | Ferrari       | Pedralbes     |
| 1951 - 1953 | No se disputó       | No se disputó | No se disputó |
| 1954        | François Picard     | Ferrari       | Pedralbes     |